# José Altuve
José Carlos Altuve (né le 6 mai 1990 à Puerto Cabello, Carabobo, Venezuela) est un joueur de deuxième but des Ligues majeures de baseball jouant pour les Astros de Houston.
En 2014, il établit le record de franchise des Astros pour le plus grand nombre de coups sûrs en une saison, avec une récolte de 225. En 2017, Altuve est élu joueur par excellence de la Ligue américaine et fait partie de l'équipe des Astros championne de la Série mondiale.
Comptant huit sélections au match des étoiles et récipiendaire de cinq Bâtons d'argent et d'un Gant doré, Altuve est le champion frappeur des saisons 2014, 2016 et 2017 et il mène la Ligue américaine pour les vols de buts en 2014 et 2015.
En 2017, Altuve est élu joueur par excellence de la Ligue américaine en 2017 et fait partie de l'équipe des Astros championne de la Série mondiale.

## Carrière
José Altuve commence sa carrière professionnelle en ligues mineures dans l'organisation des Astros de Houston en 2007. En 2011, il gradue au niveau Double-A et saute directement aux majeures. 

### Saison 2011
Le 20 juillet 2011, il dispute son premier match pour les Astros et son premier coup sûr dans le baseball majeur est réussi le jour même face au lanceur Tyler Clippard des Nationals de Washington. Il réussit son premier coup de circuit le 20 août contre Madison Bumgarner des Giants de San Francisco. Il s'agit d'un circuit sur frappe intérieure à Houston. Il est le premier joueur des Astros à réussir un circuit à l'intérieur du terrain depuis Adam Everett en 2003 et le premier Astro à réussir l'exploit pour son premier circuit dans les majeures depuis Butch Henry en 1992. Altuve dispute 57 parties avec Houston en 2011, obtient 2 circuits et 12 points produits, réussit 7 buts volés, marque 26 fois et maintient une moyenne au bâton de ,276[Quoi ?].

### Saison 2012
Au cours de la misérable saison 2012 des Astros, qui encaissent pour une deuxième année de suite plus de 100 défaites, Altuve s'impose comme le meilleur joueur de la formation à l'attaque. Il mène le club pour les coups sûrs (167), les doubles (34), les buts volés (33), les points marqués (80), la moyenne au bâton (,290) et la moyenne de présence sur les buts (,340). En juillet, il est le seul représentant des Astros au match des étoiles. Comme Houston passe à la Ligue américaine en 2013, Altuve est aussi le dernier joueur de la franchise à s'aligner avec le club de la Ligue nationale dans une partie d'étoiles.

### Saison 2013
Le 31 mars 2013, Altuve réussit le premier coup sûr des Astros dans la Ligue américaine. En 2013, Altuve mène les Astros pour la moyenne au bâton (,283), les coups sûrs (177) et les buts volés (35). Il est 3e de la Ligue américaine pour les simples avec 139 et 6e pour les vols de buts, mais c'est aussi le joueur de la ligue le plus souvent (13 fois) retiré en tentative de vol.

### Saison 2014

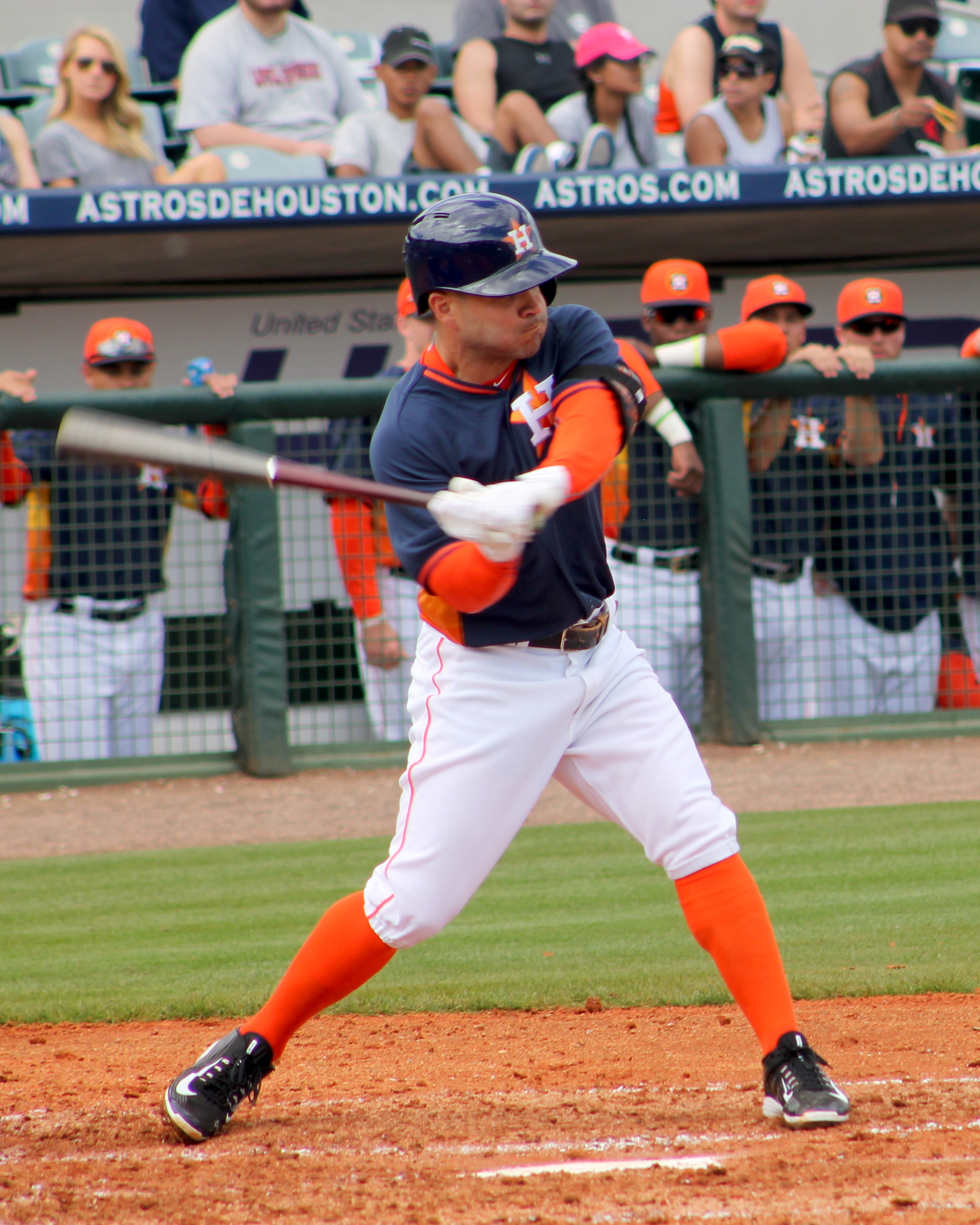
José Altuve au printemps 2015.

Altuve participe au match des étoiles 2014, honorant sa 2e sélection en carrière et sa première depuis le passage des Astros à la Ligue américaine. Le 16 septembre 2014, il frappe contre Cleveland son 211e coup sûr de la saison pour établir le nouveau record de franchise des Astros, éclipsant la marque de 210 établie par Craig Biggio en 1998. Le 21 septembre, il totalise 219 coups sûrs, le plus haut total par un joueur de deuxième but depuis les 227 de Charlie Gehringer pour Détroit en 1936. Une fois la saison terminée, il a le nouveau record de franchise des Astros : 225 coups sûrs, le meilleur total des majeures dans l'année.
Altuve est le champion frappeur de la saison 2014 avec la meilleure moyenne au bâton (,341) du baseball majeur. Il mène aussi les deux ligues avec 225 coups sûrs et remporte le championnat des voleurs de buts de la Ligue américaine avec 56 larcins. Il se classe premier de l'Américaine pour les simples (168), second pour les doubles (47), 8e pour la moyenne de présence sur les buts (,377) et il se rend 266 fois sur les buts, uniquement devancé à ce chapitre par José Bautista. Altuve reçoit après la saison le Bâton d'argent du meilleur joueur de deuxième but offensif de la Ligue américaine.

### Saison 2015
Pour la deuxième année de suite en 2015, Altuve mène la Ligue américaine pour les coups sûrs (200) et les buts volés (38). Ses 3 coups sûrs dans le dernier match de la saison 2015 lui permettent d'atteindre pour une seconde saison consécutive les 200, le plus haut total de la Ligue américaine et le second plus élevé des majeures derrière les 205 de Dee Gordon.
Il honore une autre sélection au match d'étoiles, gagne un second Bâton d'argent, un premier Gant doré et termine 10e au vote de fin d'année désignant le joueur par excellence de la ligue. Il n'est que le 3e joueur du demi-siècle d'histoire des Astros, après Craig Biggio (1994, 1995, 1997) et Jeff Bagwell (1994), à gagner un Bâton d'argent et un Gant doré la même année.

### Saison 2017
José Altuve est nommé meilleur joueur du mois dans la Ligue américaine après un incroyable mois de juillet 2017 : il mène la ligue pour les coups sûrs (48), le total de buts (72), la moyenne de présence sur les buts (,523) et la moyenne de puissance (,727). Sa moyenne au bâton de ,485 durant la période est aussi la 5e plus élevée par un joueur des majeures durant n'importe quel mois d'une saison depuis 1961.
Avec une moyenne au bâton de ,346 en 2017, Altuve est champion frappeur de la Ligue américaine pour la 3e fois de sa carrière et la 2e année de suite. C'est la moyenne la plus élevée des majeures en 2017. Avec 204 coups sûrs, il réussit une 4e saison consécutive de 200 coups sûrs ou plus. 
À 1 mètre 68 (5 pieds et 6 pouces), Altuve est présentement le plus petit joueur dans les Ligues majeures,.